# Portrait d'homme (Titien, Ajaccio)
Pour les articles homonymes, voir Portrait d'homme.
Portrait d'homme – ou L'Homme au gant – est un tableau réalisé par le peintre italien Titien en 1518-1520. De format vertical, cette huile sur toile est le portrait à mi-corps d'un jeune homme ganté, en noir devant un fond noir. Partie des collections du musée du Louvre, à Paris, l'œuvre se trouve depuis 1956 en dépôt au musée Fesch d'Ajaccio, en Corse-du-Sud.